# Pulvinaria mkuzei
Pulvinaria mkuzei är en insektsart som beskrevs av Hodgson 1968. Pulvinaria mkuzei ingår i släktet Pulvinaria och familjen skålsköldlöss. Inga underarter finns listade i Catalogue of Life.